# 蚡冒
（？—前741年），一作鼢冒，芈姓，熊氏，名眴，东周初期的楚国君主，《左传》作蚡冒，《韩非子》和《楚辞·东方朔·七谏》作楚厲王，楚霄敖長子，在位始启濮，“開濮地而有之”，向濮人之地拓土，征服陉隰。十七年，蚡冒死，蚡冒弟熊彻杀死蚡冒子后继位。 一说熊彻为蚡冒之子，殺死蚡冒。
《清华简·楚居》上名为焚冒熊帅；据《楚居》，“若敖—霄敖—蚡冒”的世系有误，当为“若敖—蚡冒—霄敖”。《左传》宣公十二年：“训以若敖、蚡冒”，昭公二十三年：“无亦监乎若敖、蚡冒至于武、文”，均若敖、蚡冒连称。《国语郑语》韦昭注：“蚡冒，楚季训之孙，若敖之子熊率”，明言蚡冒系若敖之子，霄敖在蚡冒之后。
| 前任： 父霄敖 | 楚國君主 前758年-前741年 | 繼任： 弟楚武王 |